# Yigo
Yigo (pronounciado dzi-go) es la ciudad más al norte de Guam y aloja la base Andersen Air Force Base. La municipalidad de Yigo es la más grande de la isla. 
Yigo es históricamente una de las zonas más fértiles de Guam. Durante la Segunda Guerra Mundial, la ciudad poseyó un campo de concentración japonés durante la ocupación japonesa de la isla. También fue el lugar de la batalla final por la isla durante la guerra. Yigo's South Pacific Memorial Park está dedicada a la gran cantidad de japoneses que cayeron muertos en la batalla.

## Educación
La  educación pública de Guam sirve la zona.
Yigo tiene muchas guarderías y colegios de enseñanza primaria como:
- Daniel L. Pérez Elementary School
- Machananao Elementary School
- Upi Elementary School

F.B. Leon Guerrero Middle School and Simon Sánchez High School están enYigo.